# Sandra Amelia Ceballos Obaya
Sandra Amelia Ceballos Obaya (Guantánamo, Cuba, 21 de marzo de 1961) es una artista cubana.

## Biografía
Estudió pintura, escultura y grabado en la Escuela de Artes Plásticas de la Academia Nacional de Bellas Artes San Alejandro, graduándose en 1983. En 1984 realiza un Taller de Tapices junto con Marta Palaula, artista mexicana, en Casa de Las Américas y, en 1988, un Taller de Fotografía con Luis Camnitzer en Fototeca de Cuba.

## Exposiciones

### Exposiciones personales
1985- “Diálogo de Sandra y Manuel Vidal”, Galería L, La Habana.  
1986 -“Paisajes y Paradojas”, Centro de Arte de 23 y 12. La Habana
1987- “Beta” (con el artista José Forte), Museo Napoleónico, La Habana. 
1989- “La Bella y la Bestia”, Proyecto del Castillo de la Real Fuerza, La Habana.
1992- “Exposición de Sandra y su marido” con Ezequiel Suárez, Galería “Domingo Ravenet”, La Lisa, Cuba.
1993- “Absolut Jawlensky”, Galería Habana, La Habana.
1994- “Arte Degenerado en la era del  mercado” (con el artista Ezequiel Suárez). V  Bienal de La Habana, “Espacio Aglutinador”.
1995- “¿Dónde esta Loló?”, Centro Wifredo Lam, La Habana. 
1996- “La expresión psicógena”, Centro de Desarrollo de las Artes  Visuales/ Museo Nacional de Bellas Artes de Cuba, La Habana. 
1997- “Clínica, Los Ángeles”, Art in General, New York y Hallwalls Contemporary Art Center, Buffalo, New York, USA. 
1997-“La expresión psicógena,”  Access Gallery, Vancouver, Canadá (como parte del proyecto “Territorios Utópicos”). Curadores: Juan Antonio Molina y Eugenio Valdés.
1998- “Mansas porciones”, (con la artista Lidzie Alviza,) Espacio Aglutinador, La Habana.
2000-  “Adorado Wölfli”, Espacio Aglutinador, La Habana.
2002- “Dreaming my dreams” curada por Antonio Eligio (Tonel) con la artista norteamericana Virginia Fleck. Espacio Aglutinador, La Habana. 
2003-  “Scáner”. Curada por Magda Ileana Gonzáles, Feria de Arco del 2003. Madrid. 
2004- “No pensamiento”, galería “Sol y mar”, de Varadero, Matanzas.
2006- “Aglutinador, Aglutinador, Aglutinador” Espacio Aglutinador. La Habana.
2012- “MAM: Museo de Arte Maníaco”. Espacio Aglutinador. La Habana.

### Exposiciones colectivas
-Salón Michoacano Internacional del Arte Textil en Miniatura, 1983, Curada por Martha Palau. Casa de la Cultura de Morelia, México.
-II Bienal Juame Wash, 1987. Barcelona. España.
-“Veintitantos abriles”, curada por Orlando Hernández”, Galería Habana, 1987. 
-“No por mucho madrugar, se amanece más temprano”, curada por Rubén Torres Llorca, Fototeca de Cuba. 1988.
-“No es sólo lo que ves”, Facultad de Filología de la Universidad de La Habana. 1988
-“Jóvenes artistas cubanos”, Massashussets College of Art, Boston. 1988
-I Bienal Internacional de Grabado, Maastricht Exhibition Congress Center, Netherlands. 
- “El objeto esculturado”, Curada por Alexis Somosa y Félix Suazo, Centro de Desarrollo de las Artes Visuales, 1989.
-II Bienal de La Habana, Cuba. 
- IV Bienal de La Habana, Casa de  las Américas, La Habana. 1989
- V Bienal de La Habana. Centro de Artes Plásticas de Luz y Oficios, 1991. 
-“Ciertas historias de humor”, curada por Caridad Blanco, Centro de Desarrollo de las Artes Visuales, La Habana. 1991
-“Nacido en Cuba”, curada por Alexis Somosa y Félix Suazo Universidad de Carabobo en Venezuela. 1991
-“The Unknown Face of Cuban Art”, en el Northern Centre of Contemporary Art (NCCA) en Sunderland, septiembre- octubre, 1992.
-Exposición  Universal,  Sevilla 92, España. 1992
- VIII Bienal Hispanoamericana de Arte, Museo José Luis Cuevas, México. 1992
-“Una nueva mirada al Caribe”, Galería Space Carpeaux, París, Francia. 1992
-“Ahora mismo,” Contemporary art of  Cuba”, University of Florida, Gainesville. 1992
-“La Década Prodigiosa”, Museo del Chopo, México. 1992
-“La Habana en Madrid”, Centro Cultural de la Villa de Madrid. 1992
-I Salón de Pintura Contemporánea Cubana, 1995, Museo Nacional de Bellas Artes de Cuba.
-I Salón de Arte Contemporáneo de Cuba, Museo Nacional de Bellas Artes de Cuba, 1996.
-1997 -“Una miseria temporal”, con los artistas cubanos: Ezequiel Suárez, Eduardo Aparicio y Ernesto Leal, “Espacio Aglutinador”, La Habana.
-Proyecto “Territorios Utópicos”, 1997, curado por Juan Antonio Molina y Eugenio Valdés, Access Gallery, Vancouver, Canadá. 
-Sussuta Boé en Johannesburg, South Africa. 1998 
-Proyecto “La dirección de la Mirada”, 1998, curado por Inés Anselmi (suiza) y Eugenio Valdés (cubano), Stadthaus, Zúrich Suiza / Museé des Beaux – Arts, Suiza. Kunsthallens Brandts / “Reviva la Revoltair” intervención colectiva en Spiegelgasse 1 (antiguo Cabaret Voltaire, lugar de reunión de Dadá) Zúrich, Suiza. 
-Track 16 Gallery, Bergamon Station, Los Ángeles, USA. Curada por Kevin Power, 1999
-II Festival de Performances “Ana Mendieta”, curado por René Francisco Rodríguez, Pabellón Cuba, La Habana. 1999
-II Festival de Performances de Cienfuegos, intervención en el “Café Palatino”, curado por “Grupo Punto”, 2000, Cuba. 
-VIII Bienal de La Habana, intervención en el barrio de San Isidro (La Habana) con el Proyecto “Una ventana hacia Venus”. 2000
-III International Performance Festival, Kunsthalles Brandts, Odense Denmark. 2001
-II Bienal de Pintura del Caribe y Centroamérica, Museo de Arte Contemporáneo de la República Dominicana. 
-“Bordes inasibles”, curada por Omar Pascual del Castillo, Centro Cultural Cajastur, Palacio de Revillagigedo, Asturias, España. 2000
-FAIR, Feria de Arte Internacional del Royal Collage of Art, London, UK. 2001
-Metropolitan Cultural Center, Quito, Ecuador. 2002
-ElbAtr, International Art Fair of Hamburg, Kunts Ausstellung, Germany. 2002 
-Proyecto “Don’t call it performance”, curada por Paco Barragán (español): Museo del Barrio, New York / Museo de Arte Contemporáneo Reina Sofía, Madrid, España / Centro Párraga de Murcia / Centro Andaluz de Arte Contemporáneo, España /  Domus Artium, Salamanca, España / Konceptkonstmuseum, Rydboholm, Suecia y Konst Museum, Suecia. 2003-2004
-Feria de Arco del 2003, Madrid, España. Curaduría: Magda Ileana Gonzáles (cubana).
-Proyecto, “Waiting List”, curadores, Elvis Fuentes, Yuniesky Villalonga y Glexis Novoa (cubanos). City Art Museum, Mestna Galerita Liubliana. Slovenija. 2006-2007
-Proyecto “Killing times”, curado por Elvis Fuentes y Glexis Novoa en “Exit Art Gallery”, New York. 2007
-“Terapia de grupo”, curada por Omar Pascual del Castillo (cubano), Galería Fernando Pradilla en Madrid, España. 2007-2008
-“Libros y grabados de artistas cubanos”, curada por Linda Howe (norteamericana). The Glorier Club of Manhattan, New York. 2008
-“CUBA, Artists Experience Their Country”, curada por Kristen Accola (norteamericana). Hunterdon Museum of Art, New Jersey, USA. 2008
-Art Baselita, proyecto “Mama’s little girl”, 2009, curado por Glexis Novoa y Espacio Aglutinador, Miami, USA. 
-“Libros y grabados de artistas cubanos”, Charlotte and Philip Hanes Art Gallery Staff, Wake Forest University, Wiston –Salen, Carolina del Norte, USA. 2009
-“Maluarte cubano”, curada por Rubén Cruces, Xoho, galería independiente en Nuevo Vedado. La Habana. 2009
-Bienal de Pontevedra del 2010. Curaduría por Santiago Olmo (español).
-“Video Cubano”, curado por Rachel Weingeits (norteamericana) y Alberto Magnan (cubano-americano), 2010, 8th Floor Space 17, New York,
-Riera Estudio. Espacio Alternativo, 2012. Cerro. La Habana. 
-“Expresiones profanas”, curada por Glexis Novoa, Galería David Castillo, Miami, Florida. 2010 
-“Ya sé leer”, curada por Sandra Contreras y Elvia Rosa Castro (cubanas), Centro de Arte Contemporáneo Wifredo Lam, La Habana. 2012. 
-“El Caribe, encrucijada del mundo”, curada por Elvis Fuentes, Museo de Arte Contemporáneo de Queens, New York, 2012.
- V Festival de Vídeo-Arte de Camagüey. Como miembro del jurado de premiación. Cuba. 2013 
- “Nationhood and Identity in Cuban Art”. Center for Cuban Studies. New York. 2013 
-2013-2016, Exposición itinerante: "Arte cubano. Voces y poéticas femeninas (1990-2003)". Curada por David Mateo. San Francisco. California. Estados Unidos. Sponsor: Cara and Cabezas Gallery, San Francisco Foundation y Mission Cultural Center. Mission Cultural Center for Latino Arts. Concordia Argonaut Social Club  y San José Hispanic University.
-2014, Proyecto colectivo, “Diga lo que quiera que no se sabrá quién lo dijo”, curadora: Magaly Espinosa. 
-"The spaces betweeen", Contemporary Art from Havana, curada por Antonio Eligio Tonel para Morris and Helen Belkin Art Gallery, Vancouber, Canadá. 2014
-2016 Participa como invitada al evento organizado por el PAMM en Miami, en donde realiza una charla sobre su obra y su Proyecto Independiente, Espacio Aglutinador.
-2016 fue invitada a una muestra colectiva en la Casa de Subastas Sotheby's en New York, en donde realizó una charla sobre su obra y trabajo como activista cultural independiente dentro de Cuba en el Espacio Aglutinador.

## Premios y colecciones
Entre los principales premios y colecciones se encuentran:
Premios
En 1986 gana el Premio en la II Bienal de Pintura Jaume Wash en Barcelona España.
En 1995 gana el Primer Premio en el I Salón de Pintura Juan Francisco Elso Padilla, patrocinado por Vitol S.A., en el Museo Nacional de Bellas Artes de Cuba. 
2014, gana uno de los premios entregados por el Centro de Arte, La Conservera, de Murcia en España 
En 1996, Artist in residence in “Art in General” en New York, USA. En donde trabajó durante tres meses y realizó una exhibición personal.  
En el mismo año, Artist in residence in “Longwood Project”, en el Bronx, New York.
En 1998 Artist in residence en la Escuela de Diseño y Medios Audiovisuales de Basilea, en Suiza en donde viajó, realizó performances y exhibió sus obras en Zürich, Berna y La Chaux de Fonds.
Colecciones
-Sus obras forman parte de la colección del Museo Nacional de Bellas Artes de Cuba. 
-Museo Michoacano de Arte Contemporáneo de Morelia en México.
-La Colección de Fotografía latinoamericana  de la Lehigh University Art
Galleries, en  Pensilvania, EE. UU.. 
-Galería Track 16, Bergamon Station, Los Ángeles, EE. UU.. 
-Ninart Gallery (Nina Menocal), DF México. 
-Museo Carrillo Gil, México. 
-The Shelley & Donald Rubin Private Collection, New York. 
-Cuban Art Center, New York. 
-Howard Farber Fund Collection, N.Y.
-CIFO. Miami.
-Museo del Bronx. New York.
-Museo Reina Sofía de Madrid (vídeo-performance).
-Museo del Barrio, New York (vídeo-performances)

## Obras en colección
Su trabajo se encuentra expuesto en las colecciones de:
- Center for Cuban Studies, Nueva York, EE. UU.
- Museo de Arte Moderno, Michoacán, Morelia, México.
- Museo Nacional de Bellas Artes, La Habana, Cuba.
- Museo Universitario del Chopo, México D.F., México.